# Thyas regia
Thyas regia är en fjärilsart som beskrevs av Lucas 1894. Thyas regia ingår i släktet Thyas och familjen nattflyn. Inga underarter finns listade i Catalogue of Life.

## Bildgalleri

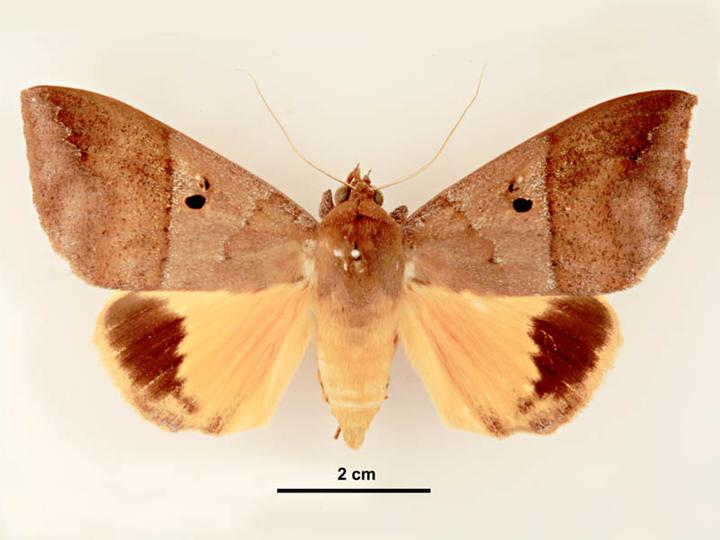
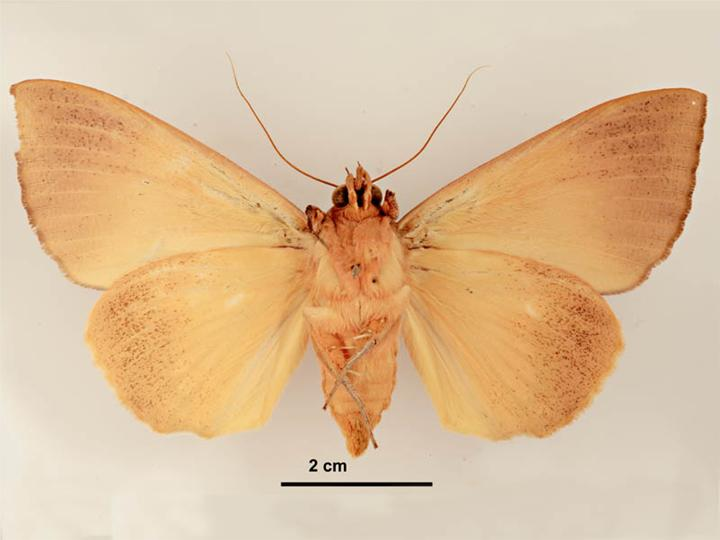
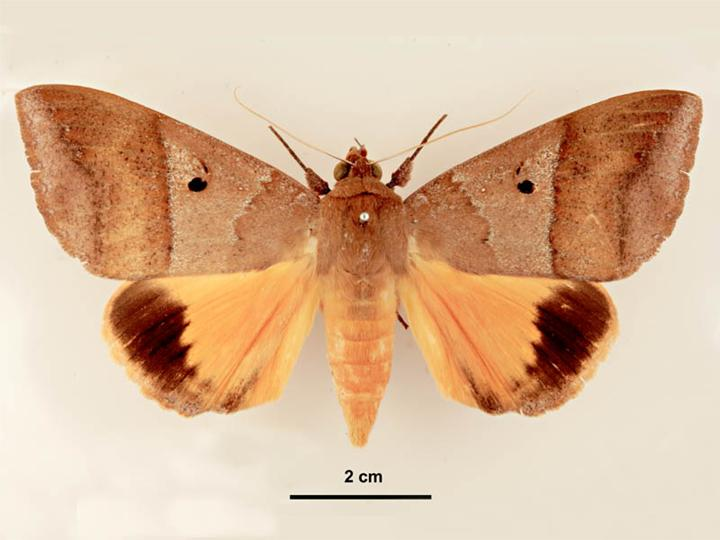
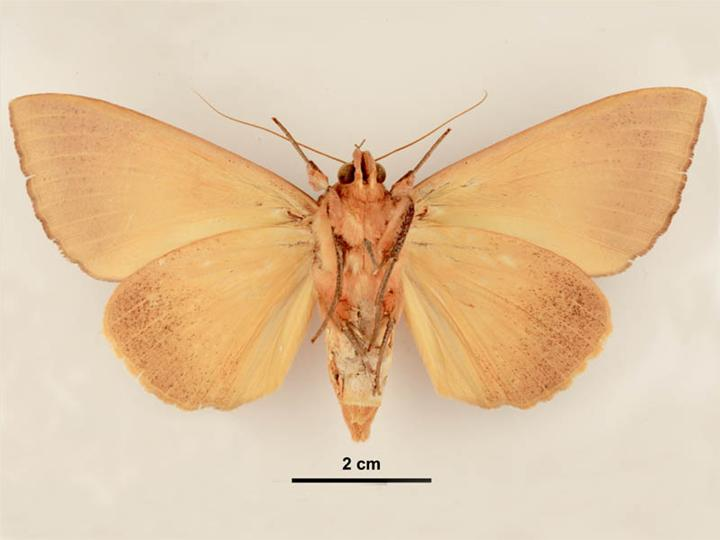